# Nicole Maines
Nicole Amber Maines (Gloversville, 7 d'octubre de 1997) és una actriu estatunidenca i activista pels drets de les persones transgènere. Va ser la demandant anònima, Susan Doe, en el cas del Tribunal Judicial Suprem de Maine Doe v. Regional School Unit 26 sobre la identitat de gènere i l'ús dels banys en escoles. Maines, qui és transgènere, tenia prohibit l'ús del bany de noires després d'una queixa; tanmateix, el tribunal va resoldre que negar a un estudiant transgènere l'accés al bany corresponent amb la seva identitat de gènere és il·legal.
Des de llavors, Maines ha treballat com a actriu; amb papers com a personatge secundari a la sèrie televisiva Royal Pains i com un dels personatges principals a Supergirl.

## Educació i infantesa
Maines i el seu germà de bessó Jonas van ser adoptats en néixer per Kelly i Wayne Maines; un dels seus pares biològics era el cosí segon d'en Kelly. Tot i que van passar els seus primers anys de vida a Gloversville, Nova York, es van criar a Portland, Maine. El seu sexe assignat en néixer va ser home, però es va adonar que no era un noi a l'edat de 3 anys. Maines diu que va escollir el nom Nicole pel personatge Nicole Bristow de la sèrie de Nickelodeon Zoey 101.
Maines va anar a la Universitat de Maine, i, segons el seu pare, va escollir decidir no tornar-hi la tardor de 2018 per dedicar-se a l'actuació.

### Doe contra Regional School Unit 26
Maines va ser Susan Doe en el cas Doe v. Regional School Unit 26, també conegut com a Doe v. Clenchy. Quan Maines anava a l'escola primària, l'avi d'un company de classe va queixar-se sobre que ella fes servir el lavabo de les nenes. A conseqüència de l'incident, se li va prohibir l'ús del lavabo de nenes i se la va forçar a fer servir el de professors. Maines i la seva família van demandar el districte escolar, al·legant que l'escola la discriminava. El juny de 2014, el Tribunal Judicial Superior de Maine el va resoldre que el districte escolar havia violat l'Acte de Drets Humans de l'estat, i va prohibir que el districte prohibís als alumnes transgèneres l'accés als banys corresponents amb la seva identitat de gènere. Maines i la seva família van rebre una indemnització de 75.000 $ a conseqüència de la demanda per discriminació.

## Carrera
El 2015, Maines i la seva família van ser els protagonistes de Becoming Nicole: The Transformation of an American Family (que es podria traduir com a Convertint-se en la Nicole: La Transformació d'una Família Americana), un llibre de l'escriptora del Washington Post Amy Ellis Nutt. Explora el camí de la família fins a acceptar que Maines era transgènere. El juny de 2015, Maines va aparèixer a la sèrie del canal USA Network Royal Pains com una adolescent transgènere, les hormones de la qual podrien estar fent perillar la seva salut. El 2016, Maines va ser una de les 11 persones presentades en un documental d'HBO titulat The Trans List (La llista trans). En el documental, Maines i moltes altres persones relaten les seves històries personals derivades de ser transgènere.
El juliol de 2018 es va anunciar que Maines fitxava com un dels personatges regulars a la quarta temporada de la sèrie de The CW, Supergirl. Interpretava a Nia Nal, un parent distant de la superheroïna Dream Girl, personatge que es va convertir en el primer superheroi transgènere de la televisió. El seu personatge es descriu com a "dona commovedora amb una determinació feroç per protegir a d'altres." El personatge és una nova periodista a qui la Kara fa de mentora.
El 2019 Maines va sortir a Bit, una pel·lícula de terror sobre vampires queer, pel·lícula amb la qual va aconseguir el premi de més categoria a l'Outfest Los Angeles LGBTQ Film Festival.

## Filmografia
| Any          | Títol               | Funció            | Notes                                           |
| ------------ | ------------------- | ----------------- | ----------------------------------------------- |
| 2015         | Royal Pains         | Anna              | Capítol: "The Prince of Nucleotides"            |
| 2016         | The Trans List      | Ella mateixa      | Documental                                      |
| 2017         | Not Your Skin       | Ella mateixa      | Documental                                      |
| 2018–present | Supergirl           | Nia Nal / Dreamer | Repartiment principal (temporades 4–6)          |
| 2019         | Bit                 | Laurel            |                                                 |
| 2020         | Legends of Tomorrow | Nia Nal           | Capítol: "Crisis on Infinite Earths: part five" |

## Premis
| Any  | Premi                                                                                | Organització Atorgant                   | Font          |
| ---- | ------------------------------------------------------------------------------------ | --------------------------------------- | ------------- |
| 2011 | Roger Baldwin                                                                        | American Civil Liberties Union of Maine | [ 17 ] [ 18 ] |
| 2012 | P.E. Pentlarge                                                                       | EqualityMaine                           | [ 17 ] [ 18 ] |
| 2014 | Community Organizing                                                                 | Hardy Girls Healthy Women               | [ 19 ] [ 20 ] |
| 2014 | Samantha Smith                                                                       | Maine Women's Fund                      | [ 21 ] [ 22 ] |
| 2014 | Woman of the Year                                                                    | Revista Glamour                         | [ 23 ] [ 24 ] |
| 2015 | Spirit of Matthew Award                                                              | Matthew Shepard Foundation              |               |
| 2015 | Young Women's Social Justice Award                                                   | Maryann Hartman Awards                  | [ 25 ] [ 26 ] |
| 2016 | Outstanding Individual Episode for a series without a regular LGBT character         | 27th GLAAD Media Awards                 | [ 27 ]        |
| 2018 | Visibility Award                                                                     | Human Rights Campaign of Chicago        | [ 28 ] [ 29 ] |
| 2019 | Andy Cray Award for Health & Youth Advocacy                                          | Trans Equality Now                      | [ 30 ] [ 31 ] |
| 2019 | Grand Jury Prize for Best Performance                                                | Outfest                                 | [ 32 ] [ 33 ] |
| 2019 | Outstanding Supporting or Guest Actor Playing an LGBTQ+ Character in a Sci-Fi Series | Autostraddle's Second Annual Gay Emmys  | [ 34 ]        |
| 2020 | Upstander Award                                                                      | Human Rights Campaign                   | [ 35 ]        |